# New York National Guard

Logo der New York National Guard

Die New York National Guard des Bundesstaates New York State mit dem Hauptquartier in Latham besteht in dieser Form seit 1906 und ist Teil der New York Division of Military and Naval Affairs und der im Jahr 1903 aufgestellten Nationalgarde der Vereinigten Staaten (akronymisiert USNG), somit auch der zweiten Instanz der militärischen Reserve der Streitkräfte der Vereinigten Staaten.

## Organisation
Die Mitglieder der Nationalgarde sind freiwillig Dienst leistende Milizsoldaten, die dem Gouverneur unterstehen. Adjutant General of New York ist Raymond F. Shields Jr. Die Nationalgarden der Bundesstaaten sind seit 1903 bundesgesetzlich und institutionell eng mit der regulären Armee und Luftwaffe verbunden, so dass unter bestimmten Umständen mit Einverständnis des Kongresses die Bundesebene auf sie zurückgreifen kann.
Davon zu trennen ist die Staatsgarde, die New York Guard, die allein dem Bundesstaat verpflichtet ist. Es besteht auch eine Naval militia.
Die New York National Guard besteht aus den beiden Teilstreitkraftgattungen des Heeres und der Luftstreitkräfte, namentlich der Army National Guard und der Air National Guard. Die New York Army National Guard hat (Stand 2017) eine Personenstärke von 10.123, die New York Air National Guard eine von 5.539, was einer Gesamtpersonenstärke von 15.402 entspricht. Die New York National Guard ist damit die viertstärkste Nationalgarde in den Vereinigten Staaten.

## Geschichte
Die New York National Guard führt ihre Wurzeln auf Milizverbände des Jahres 1784 zurück. Viele Einheiten der New York State Militia nahmen bereits am Britisch-Amerikanischen Krieg 1812 und auch am Amerikanischen Bürgerkrieg teil, nachdem der Präsident Abraham Lincoln sie im April 1861 aktiviert hatte. Nach dem Sezessionskrieg wurde der Versuch gemacht, die diversen militärischen Einheiten in New York unter ein gemeinsames Kommando zu stellen. Aus diesem Grund wurde die 53rd Troop Command (3rd Brigade, New York State Militia) am 5. August 1886 gegründet. Seit dem Militia Act sind die Milizverbände der Bundesstaaten bundesgesetzlich und institutionell eng mit der regulären Armee und Luftwaffe verbunden. Am 3. August 1917 stellte der Adjutant General von New York die New York Guard als staatliche Militäreinheit auf, da die New York National Guard vorübergehend in den Dienst der Vereinigten Staaten übernommen wurde und im Ersten Weltkrieg in Frankreich eingesetzt wurde. Die New York National Guard leisteten ihren Dienst auch im Zweiten Weltkrieg und im Koreakrieg. Beim Sturm auf das Capitol 2021 wurden u. a. Einheiten der New York National Guard zur Wiederherstellung der Ordnung eingesetzt.

## Wichtige Einheiten und Kommandos
- Joint Force Headquarters  in Latham

### Army National Guard
- 42nd Infantry Division in Troy
- 27th Brigade Combat Team
- 42nd Combat Aviation Brigade
- 53rd Troop Command in Cortlandt Manor
- 153rd Troop Command in Buffalo
- 369th Sustainment Brigade in Harlem
- Camp Smith Training Site in Cortlandt Manor
- 106th Regiment Regional Training Institute (RTI) in Cortlandt Manor

### Air National Guard
- 105th Airlift Wing auf der Stewart Air National Guard Base in Newburgh (New York)
- 106th Rescue Wing auf der Francis S. Gabreski Air National Guard Base in Westhampton Beach
- 107th Attack Wing auf der Niagara Falls Air Reserve Station in New York
- 109th Airlift Wing auf der Stratton Air National Guard Base in Schenectady
- 152nd Air Operations Group auf der Hancock Field Air National Guard Base in Syracuse
- 174th Attack Wing auf der Hancock Field Air National Guard Base in Syracuse
- Eastern Air Defense Sector am Griffiss Business and Technology Park in Rome